# Bruno Labbadia
Bruno Labbadia (* 8. Februar 1966 in Darmstadt) ist ein ehemaliger deutscher Fußballspieler und heutiger -trainer.
Von 1984 bis 2003 spielte der Stürmer in der 1. und 2. Bundesliga und wurde u. a. zweimal Deutscher Meister (mit dem 1. FC Kaiserslautern und dem FC Bayern München) sowie einmal DFB-Pokal-Sieger.

## Familie, Kindheit und Ausbildung
Labbadias Eltern waren 1956 aus Lenola als italienische Gastarbeiter nach Deutschland gezogen und hatten sich in Schneppenhausen unweit von Darmstadt niedergelassen. Sein Vater arbeitete als Tiefbauarbeiter, seine Mutter in einer Gardinenstangenfabrik und hatte einen Nebenjob als Putzfrau. Labbadia wuchs als eines von neun Kindern in einfachen Verhältnissen zusammen mit seinen Geschwistern zum größten Teil in vier Zimmern auf einem Bauernhof in Schneppenhausen auf, auf dem die Familie zur Miete wohnte. Die Familie sparte sich Geld zusammen und nahm ein Bankdarlehen auf, um ein Haus im benachbarten Weiterstadt zu kaufen, das sie dann 1976 mit dem damals zehnjährigen Labbadia bezog. Mit seinen Eltern sprach er italienisch, mit seinen Geschwistern deutsch.
Nach dem Erwerb der Mittleren Reife absolvierte er eine Berufsausbildung zum Versicherungskaufmann. Seit seinem 18. Lebensjahr besitzt Labbadia die deutsche Staatsbürgerschaft, wofür er die italienische abgab. Die deutsche Staatsangehörigkeit hatte Labbadia – entgegen dem Wunsch seines Vaters – beantragt, da seinerzeit im Fußball nur zwei Ausländer eingesetzt werden durften, beim SV Darmstadt 98 damals allerdings drei Ausländer unter Vertrag standen. Außerdem stand damals eine Einladung in die deutsche U21-Nationalmannschaft im Raum.
Labbadia ist verheiratet, Vater einer Tochter und eines Sohnes.

## Karriere als Spieler

### Vereine
Labbadia spielte in der Jugend beim FSV Schneppenhausen und dem SV Weiterstadt. 1984 wurde er vom Zweitligisten SV Darmstadt 98 verpflichtet. Nach drei Jahren in der 2. Liga, in der er insgesamt 44 Tore schoss, wurde er zur Saison 1987/88 vom Hamburger SV in die 1. Bundesliga geholt. Hier wurde er zunächst von Josip Skoblar trainiert und spielte u. a. mit seinem späteren Vorgesetzten beim HSV, Dietmar Beiersdorfer, zusammen. In seinem ersten Spiel am 1. August 1987 gegen den FC Schalke 04 wurde er zur Halbzeit eingewechselt und schoss in der 90. Minute das Tor zum 5:2-Endstand. In seiner ersten Saison erzielte er elf Tore. Ende Oktober 1988 wurde Labbadias Wechsel zum 1. FC Nürnberg vermeldet. Im Hamburger Abendblatt wurde er mit den Worten wiedergegeben: „Ich wollte schon seit längerer Zeit weg aus Hamburg. Daß ich mit Trainer Willi Reimann Probleme hatte, ist sicher kein Geheimnis.“ Ein kurz nach der Wechselmeldung festgestellter Rippenbruch ließ Nürnberg Abstand von der Verpflichtung nehmen.
Zu Jahresbeginn 1989 wechselte Labbadia zum 1. FC Kaiserslautern. Unter Trainer Karl-Heinz Feldkamp wurde er 1990 DFB-Pokal-Sieger, wobei er im Finale gegen Werder Bremen zwei Treffer zum 3:2-Sieg erzielte. Ein Jahr später – er bildete mit Stefan Kuntz ein erfolgreiches Sturmduo – wurde er 1991 Deutscher Meister.
Der FC Bayern München verpflichtete Labbadia im Sommer 1991. Trainiert wurde er zunächst von Jupp Heynckes. 1994 wurde Labbadia mit dem FC Bayern Meister. Im Sommer 1994 verließ er die Bayern, da der neue Trainer Giovanni Trapattoni auf die neu verpflichteten Angreifer wie Jean-Pierre Papin und Alain Sutter setzte.
Er wechselte für eine Saison zum 1. FC Köln, danach zu Werder Bremen und den Zweitligisten Arminia Bielefeld und Karlsruher SC. Im Jahr 1999 wurde er mit 28 Treffern für Arminia Bielefeld Torschützenkönig der 2. Bundesliga.
In Anlehnung an seine Rolle als neuntes Kind der Familie trug er dabei meist das Trikot mit der Nummer 9. Er erzielte in 328 Bundesligaspielen 103 Tore und in 229 Spielen in der 2. Liga 101 Tore. Damit ist er der einzige Spieler, der in Deutschlands erster und zweiter Bundesliga jeweils mehr als 100 Tore erzielte.

### Nationalmannschaft
Labbadia trug am 11. August 1987 erstmals das Nationaltrikot, als er für die U21-Nationalmannschaft im Moselstadion in Trier bei der 0:2-Heimniederlage gegen Frankreich in der 46. Minute für Maurizio Gaudino eingewechselt wurde. Sein erstes Länderspieltor erzielte er am 8. September beim 2:0-Sieg über die englische U21-Nationalmannschaft in Lüdenscheid.
Fünf Jahre später wurde er beim 4:1-Sieg im Test-Länderspiel in Montevideo gegen Uruguay erstmals in die A-Nationalmannschaft berufen. Seinen zweiten und letzten Einsatz erhielt er 1995 in einem weiteren Test-Länderspiel, das Deutschland mit 2:1 im damals neu eröffneten Brüsseler König-Baudouin-Stadion gegen Belgien gewann.

## Karriere als Trainer

### Anfänge
Nach dem Ende seiner Laufbahn als professioneller Spieler kehrte Bruno Labbadia im Mai 2003 zu SV Darmstadt 98 als Trainer zurück, wo einst seine professionelle Karriere begann. Er war dort bis zum Ende der Saison 2005/06 tätig. Gleich im ersten Jahr als Verantwortlicher stieg er mit dem Verein in die Regionalliga auf. In der folgenden Saison führte er sein Team auf Platz fünf der Abschlusstabelle. In seinem letzten Jahr in Darmstadt verpasste er mit dem gleichen Tabellenrang das von ihm selbst und von Vereinsseite gesteckte Ziel, in die 2. Fußball-Bundesliga aufzusteigen.

### Über Fürth in die Bundesliga

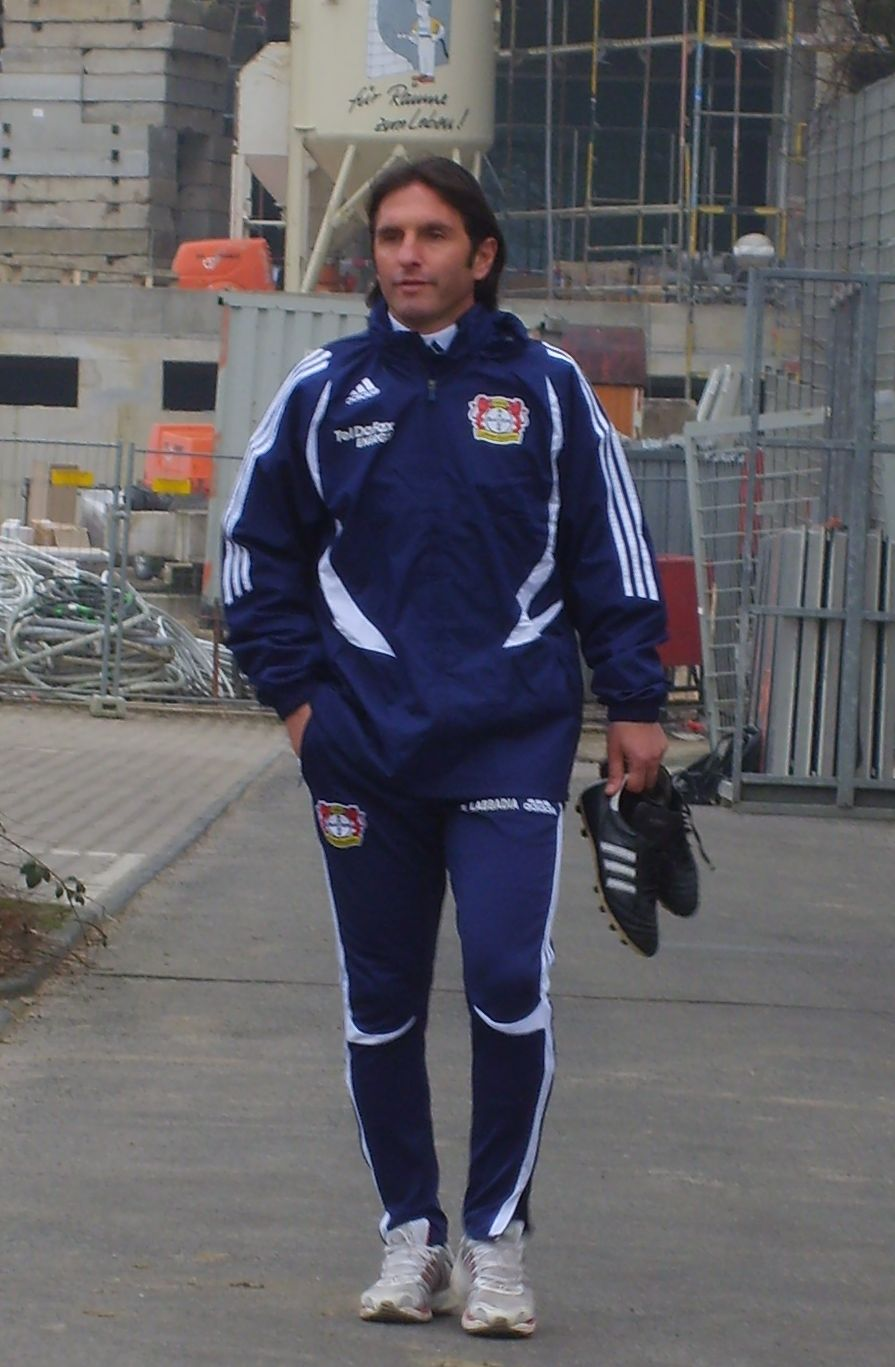
Labbadia als Trainer von Bayer Leverkusen (2009)

In der Saison 2007/08 trainierte er die SpVgg Greuther Fürth in der 2. Bundesliga, schloss auf Tabellenplatz sechs ab und verpasste damit den Aufstieg in die Bundesliga. Obwohl er in Fürth bis 2009 unter Vertrag stand, wechselte er zur Saison 2008/09 zum Bundesligisten Bayer 04 Leverkusen und ersetzte Michael Skibbe. Nach einer starken Hinrunde brach die Mannschaft in der Rückrunde ein und beendete die Saison auf einem – für die zuvor ausgegebenen höheren Ziele – enttäuschenden neunten Rang. Allerdings wurde am 30. Mai 2009 das DFB-Pokal-Finale erreicht (0:1 gegen Werder Bremen), das jedoch von Diskussionen um Labbadias vorzeitigen Abgang überschattet wurde. Am 5. Juni 2009 wurde Labbadia beurlaubt und von Jupp Heynckes, der einst Labbadia bei Bayern München trainierte, ersetzt.

### Hamburger SV
In der Sommerpause 2009 wechselte Labbadia als Nachfolger von Martin Jol als Cheftrainer zum Hamburger SV. Die Saison 2009/2010 verlief ähnlich wie die vorangegangene in Leverkusen: Nach starkem Beginn, vom vierten bis zum siebten Spieltag war man Tabellenführer, rutschte der Verein in der Rückrunde aus den Champions-League-Rängen auf den siebten Platz ab. In der Europa League führte Labbadia die Mannschaft bis ins Halbfinale. Am 26. April 2010 trennte sich der HSV drei Spieltage vor Ende der Bundesligasaison von Labbadia.

### VfB Stuttgart
Am 12. Dezember 2010 wurde Labbadia neuer Cheftrainer beim Tabellenvorletzten VfB Stuttgart und ersetzte damit Jens Keller. Zum Ende der Saison 2010/11 konnte der Verein als Zwölfter die Klasse halten. In der Saison 2011/12 erreichte der Verein den sechsten Platz. Er verlängerte seinen Vertrag mit dem VfB am 30. Januar 2013 bis Ende Juni 2015. In der Saison 2012/13, die in der Liga als Zwölfter beendet wurde, erreichte er mit Stuttgart das Finale im DFB-Pokal, das die Mannschaft mit 2:3 gegen den FC Bayern München verlor. In der UEFA Europa League 2012/13 unterlag der VfB im Achtelfinale Lazio Rom. Nach einem schwachen Start in die Saison 2013/14 mit drei Niederlagen trennte sich der VfB am 26. August 2013 von Labbadia.

### Rückkehr zum Hamburger SV
Mitte April 2015 übernahm Labbadia erneut den Hamburger SV, der sechs Spieltage vor dem Ende der Saison 2014/15 mit 25 Punkten auf dem letzten Platz stand und zwei Punkte Rückstand auf den Relegationsplatz sowie vier Punkte und ein deutlich schlechteres Torverhältnis Rückstand auf den ersten Nicht-Abstiegsplatz hatte. Er erhielt einen ligaunabhängigen, bis zum 30. Juni 2016 laufenden Vertrag und wurde nach Mirko Slomka, Josef Zinnbauer und Peter Knäbel (eigentlich Direktor Profifußball) zum vierten HSV-Cheftrainer dieser Spielzeit. Unter Labbadia holte der HSV 10 von 18 möglichen Punkten und erreichte am letzten Spieltag den Relegationsplatz 16. In der Relegation traf man auf den Karlsruher SC. Nach einem 1:1-Unentschieden im heimischen Volksparkstadion lag der HSV im Rückspiel bis kurz vor Spielende mit 0:1 zurück, ehe Marcelo Díaz in der Nachspielzeit einen direkten Freistoß zum Ausgleich verwandelte. In der Verlängerung erzielten die Hamburger schließlich den 2:1-Siegtreffer und hielten somit die Klasse.
In der Hinrunde der Saison 2015/16 stabilisierte Labbadia das Team und schloss die Hinserie auf dem zehnten Tabellenplatz ab. Im Dezember 2015 wurde er für seine „hervorragende Leistung, einen schon fast totgeglaubten HSV zu neuen sportlichen Erfolgen geführt zu haben“ vom Fernsehsender Hamburg 1 in der Kategorie Sport zum Hamburger des Jahres gewählt. In der Winterpause verlängerten Labbadia und der HSV seine Vertragslaufzeit um eine Spielzeit bis zum 30. Juni 2017. Der HSV schloss die Spielzeit schließlich mit 41 Punkten auf dem 10. Platz ab.
Nach einer 0:1-Niederlage am 5. Spieltag der Saison 2016/17 gegen den FC Bayern München trennte sich der HSV, der bis dahin nur einen Punkt geholt hatte, von Labbadia.

### VfL Wolfsburg
Am 20. Februar 2018 übernahm Labbadia die nach dem 23. Spieltag mit 24 Punkten auf dem 14. Tabellenplatz stehende Bundesligamannschaft des VfL Wolfsburg vom zurückgetretenen Martin Schmidt. Er erhielt einen bis zum 30. Juni 2019 laufenden Vertrag. Er erreichte mit der Mannschaft den Klassenerhalt in den Relegationsspielen gegen Holstein Kiel. Im März 2019 gab der VfL Labbadias Entscheidung bekannt, seinen im Sommer auslaufenden Vertrag nicht zu verlängern. Die Saison 2018/19 schloss Labbadia mit dem VfL Wolfsburg auf dem 6. Platz ab, wodurch man sich für die Europa League qualifizierte. Am letzten Spieltag erzielte er den höchsten Bundesligasieg des VfL Wolfsburg mit einem 8:1 gegen den FC Augsburg.

### Hertha BSC
Am 13. April 2020 übernahm Labbadia die Bundesligamannschaft von Hertha BSC. Ihm assistierten sein langjähriger Co-Trainer Eddy Sözer und Olaf Janßen, der auch in Wolfsburg zu Labbadias Stab gehört hatte. Labbadias Übernahme fiel in die Saisonunterbrechung, die rund einen Monat zuvor durch die COVID-19-Pandemie ausgelöst worden war. Zu diesem Zeitpunkt stand die Hertha-Mannschaft, die in der Saison 2019/20 nach Ante Čović, Jürgen Klinsmann und Alexander Nouri bereits den vierten Cheftrainer bekam, nach dem 25. Spieltag mit 28 Punkten auf dem 13. Platz, wobei der Vorsprung auf den Relegationsplatz 6 Punkte betrug. Die Mannschaft besiegte am ersten Geisterspieltag der Bundesliga die TSG Hoffenheim mit 3:0 und gewann das Stadtderby gegen Union Berlin mit 4:0. Damit gelang ihm die bis dahin beste Startbilanz eines Trainers in der Geschichte von Hertha BSC. Insgesamt holte Labbadia aus den verbleibenden 9 Spielen 13 Punkte, womit Hertha die Saison mit 41 Punkten auf dem 10. Platz im gesicherten Mittelfeld abschloss.
Am 24. Januar 2021 wurde Labbadia gemeinsam mit dem Sport-Geschäftsführer Michael Preetz freigestellt. Hertha stand zu diesem Zeitpunkt nach dem 18. Spieltag der Saison 2020/21 mit 17 Punkten auf dem 14. Platz, wobei der Vorsprung auf den Relegationsplatz lediglich 2 Punkte betrug.

### Rückkehr zum VfB Stuttgart
Anfang Dezember 2022 kehrte Labbadia zum VfB Stuttgart zurück und wurde Nachfolger des Interimstrainers Michael Wimmer. Er unterschrieb einen bis zum 30. Juni 2025 laufenden Vertrag. Seine Übernahme fiel in die Winterpause, die aufgrund der Weltmeisterschaft 2022 in Katar bereits Mitte November 2022 begonnen hatte. Die Mannschaft stand zu diesem Zeitpunkt nach dem 15. Spieltag der Saison 2022/23 mit 14 Punkten auf dem 16. Platz. Nach zwei Siegen (einen davon im DFB-Pokal), drei Unentschieden und sieben Niederlagen wurde Labbadia Anfang April 2023 wieder freigestellt und durch Sebastian Hoeneß ersetzt. Der VfB Stuttgart war auf den letzten Platz gerutscht und hatte zwei Punkte Rückstand auf den Relegationsplatz bzw. fünf Punkte Rückstand auf den ersten Nicht-Abstiegsplatz.
Im August 2024 befand sich Labbadia in Gesprächen mit der NFF, um nigerianischer Nationaltrainer zu werden. Schlussendlich scheiterte die Einigung jedoch.

## Titel
Vereine
- Deutscher Meister (2): 1991 (1. FC Kaiserslautern), 1994 (FC Bayern München)
- Deutscher Pokalsieger: 1990 (1. FC Kaiserslautern)
- Deutscher Zweitligameister und Aufstieg in die Bundesliga: 1999 (Arminia Bielefeld)

Individuell
- Torschützenkönig der 2. Bundesliga: 1999 (Arminia Bielefeld)
- Tore des Monats: April 1991 (1. FC Kaiserslautern), Dezember 1992 (FC Bayern München), Mai 1994 (FC Bayern München)
- Hamburger des Jahres (Kategorie Sport): 2015

## Rekorde
- Labbadia ist der einzige Spieler, der sowohl in der ersten als auch in der zweiten deutschen Bundesliga jeweils mindestens 100 Tore erzielte.[31]
- Als Spieler beim Hamburger SV, 1. FC Kaiserslautern, FC Bayern München, 1. FC Köln, Werder Bremen und Arminia Bielefeld sowie als Trainer bei Bayer 04 Leverkusen, beim Hamburger SV, beim VfB Stuttgart, beim VfL Wolfsburg und bei Hertha BSC ist er mit elf Vereinen Rekordhalter in Bezug auf die Anzahl der Bundesligavereine, bei denen er spielte bzw. die er trainierte. Damit löste er Jörg Berger und Otto Rehhagel mit jeweils acht Vereinen als Rekordhalter ab.[32]